# Cryptocoryne
Cryptocoryne é um género botânico da família das aráceas, composto de plantas normalmente de pequeno porte, muito apreciadas no aquarismo por sua resistência e beleza.
O gênero é composto por aproximadamente 50 a 60 espécies de Monocotiledóneas aquáticas, distribuídas nauralmente nas regiões tropicais da Ásia e Nova Guiné.

## Principais espécies
| - Cryptocoryne beckettii - Cryptocoryne ciliata - Cryptocoryne crispatula - Cryptocoryne gomezii | - Cryptocoryne língua - Cryptocoryne retrospiralis - Cryptocoryne spiralis - Cryptocoryne wendtii |